# Этиловая жидкость
Эти́ловая жи́дкость — жидкая смесь для добавления тетраэтилсвинца в моторные топлива.

## Состав
В состав этиловой жидкости входят:
- Тетраэтилсвинец Pb(C2H5)4 (54—63 % масс.) — антидетонационный компонент.
- Бромпроизводные углеводородов (34—45 %) — этилбромид (этиловая жидкость марки Р-9) или дибромпропан (этиловая жидкость марки П-2). Алкилбромиды являются выносителями оксида свинца, образующегося при сгорании тетраэтилсвинца в двигателе и отлагающегося на внутренних частях цилиндра. Эти соединения при взаимодействии с оксидом свинца образуют бромид свинца, имеющий более низкую температуру плавления и уходящий из двигателя с дымовыми газами.
- Наполнитель — авиабензин[англ.] для лучшей растворимости в топливах.
- Антиокислитель (напр., н-гидроксидифениламин)
- Красящее вещество. В целях обеспечения безопасности в обращении и маркировки этилированные бензины должны быть окрашены. Советский бензин А-76 окрашивался в жёлтый цвет жирорастворимым жёлтым красителем К, советский бензин АИ-91 — в оранжево-красный цвет жирорастворимым темно-красным красителем Ж.

## Свойства
Нерастворима в воде, растворима в бензинах, жирах, маслах. Ядовита.

## Применение
Как антидетонатор добавляют к авиабензину для повышения октанового числа (добавка 0,5—4 мл к 1 кг бензина увеличивает октановое число на 4—15 единиц) и сортности. Применение этиловой жидкости для повышения октановых чисел автобензинов запрещено во всех развитых странах.